# Liste des comtes de Poitiers
Depuis le VIIe siècle, les comtes de Poitiers, ou, suivant l’usage, comtes de Poitou, ont été à la tête d’un ensemble territorial qui a évolué au fil des siècles, le comté de Poitiers.
Le comté fut érigé comme tel par Charlemagne, qui envoya en 778 un certain Abbon pour administrer le territoire. Très vite, et toujours sous la période carolingienne, deux familles franques s’opposent au titre comtal : celle des Guilhelmides et celle des Ramnulfides, qui aura raison de la première en 902.
La nouvelle dynastie pleinement instaurée devient la fameuse maison de Poitiers, dont Aliénor d’Aquitaine est l’ultime héritière. Aux mains des Plantagenêts par le fils de cette dernière — Richard Cœur de Lion — en 1169, le comté est reconquis en 1204 par Philippe Auguste.
Après Jean sans Terre (1199-1204), le comté est ainsi incorporé au domaine royal en 1204, et donné en apanage, dès 1241, aux fils des rois de France. Pourtant, le comté reste de 1422 à la Révolution dans les terres de la Couronne.

## Comtes mérovingiens
| Rang | Nom                                                   | Période                    | Notes                                                                                     |
| ---- | ----------------------------------------------------- | -------------------------- | ----------------------------------------------------------------------------------------- |
| —    | Guérin Ier Né à une date inconnue — Mort en 677       | Au VIIe siècle             | Premier comte mérovingien répertorié.                                                     |
| —    | Hentilius Ier Dates de naissance et de mort inconnues | Au VIIe ou au VIIIe siècle | Père de Forminius, ce dernier avait pour précepteur saint Savin, un parent de la famille. |
| —    | Hatton Ier Né à une date inconnue — Mort après 744    | Entre 735 et 744           | Frère de Hunald d’Aquitaine qui lui creva les yeux quand il devint seul duc d’Aquitaine.  |

## Comtes carolingiens
| Rang | Nom                                                | Période                                  | Notes |
| ---- | -------------------------------------------------- | ---------------------------------------- | --- |
| 1    | Abbon Ier Né à une date inconnue — Mort vers 811   | 778 — après 791 (ou en 811)              | Il est possible qu’Abbon ait conservé le titre jusqu’à sa mort qui pourrait être survenue en 811, à moins qu’à cette date il ne s’agisse pas du même Abbon mais de son fils Abbon, frère cadet d’Arnault ; ce dernier aurait été exclu de ses droits au titre comtal.                                    |
| —    | Abbon II Dates de naissance et de mort inconnues   | Inconnue — 811                           | Il serait le fils du précédent. |
| 2    | Ricuin Ier, Né à une date inconnue — Mort en 841   | 811 — 814 ou 815                         | Plus tard comte de Nantes, est cité comme comte de Poitiers en 811 et en 814-815, mais sans qu’on puisse être certain d’une effective prise de fonctions. |
| 3    | Gérard Ier Né à une date inconnue — Mort en 841    | 814 ou 815 — vers 815 (voir Ramnulfides) | Petit-fils possible d’Abbon Ier, il serait le fils d’Abbon II et Renoul (Ramnulf) Ier est son fils. Devenu comte au départ de Ricuin en ambassade auprès de Léon V l’Arménien, empereur d’Orient, il aurait été chassé du Poitou par Pépin Ier d’Aquitaine pour avoir été resté fidèle à Louis le Pieux. |
| 4    | Bernard Ier Né à une date inconnue — Mort vers 828 | Vers 815 — entre 826 et 828              | Bernard est mentionné à deux reprises dans des documents : un procès et un don fait à l’abbatiale Saint-Maixent. |

## Comtes duIXesiècle
| De 828 à 902, le comté de Poitiers est disputé entre les deux familles des Guilhelmides et des Ramnulfides. Étant donné que les comtes sont tantôt d’une famille tantôt d’une autre, le tableau ci-dessous répartit et les sépare suivant l’ordre chronologique et la dynastie. |

| Rang | Nom                                             | Dynastie     | Période   | Notes |
| ---- | ----------------------------------------------- | ------------ | --------- | --- |
| 5    | Émenon Ier Né à une date inconnue — Mort en 866 | Guilhelmides | 828 — 839 | Devenu comte en 828, Émenon aurait été destitué après avoir soutenu la révolte de Pépin II d’Aquitaine. Par ailleurs, le comte Émenon était aussi comte de Périgueux ainsi que d’Angoulême. Par déduction contemporaine, il aurait eu deux épouses qui lui ont entre autres donné trois fils. |

|  |

| 6 | Renaud Ier Né à une date inconnue — Mort en 843 | Autre | 839 — entre 840 et 843 | Peu de choses sont connues de ce comte. Il est possible que ce comte soit Renaud d’Herbauges, sans certitudes. |

|  |

| 7 | Bernard II dit « le Poitevin » Né à une date inconnue — Mort en février 844 | Guilhelmides | Entre 840 et 843 — 844 | Frère d’Émenon, Bernard épouse une certaine Bichilde. |

|  |

| — | Ébroïn, évêque de Poitiers Né à une date inconnue — Mort en 854 | Autre | 844 — 854 | Faute de comte, Ébroïn, évêque de Poitiers assume les charges comtales sans en avoir le titre. |

|  |

| 8 | Renoul (Ramnulf) Ier Né à une date inconnue — Mort en octobre 866 | Ramnulfides | 854 — 866 | Fondateur de la dynastie des Ramnulfides, Renoul est le fils de Gérard d’Auvergne, comte d’Auvergne qui aurait aussi régné sur le comté de Poitou comme Gérard Ier. Il cumule aussi le comté de Poitou à l’Aquitaine, dont il est le duc de 854 à 866. |

|  |

| 9 | Bernard III dit « de Gothie » Né à une date inconnue — Mort après 879 | Guilhelmides | 866 — 877 | Comte de Barcelone, marquis de Gothie, comte de Gérone Bernard est le fils de Bernard II ; il est ainsi l’héritier du Poitou. Ne voulant reconnaître le nouveau roi des Francs Louis II, Bernard est privé du comté de Poitiers en 877, puis, à la suite d'une révolte, il est excommunié par le pape Jean VIII en 878. |

|  |

| 10 | Renoul (Ramnulf) II Né vers 850 — Mort le 5 août 890                           | Ramnulfides | 877 — 890 | Fils de Renoul Ier, Renoul est aussi duc d’Aquitaine. Marié à une certaine Ermengarde, il n’a pas d’héritiers légitimes. |
| 11 | Ebles Ier dit « Manzer » (signifie bâtard) Né vers 870 — Mort entre 934 et 935 | Ramnulfides | 890 — 892 | Fils illégitime du précédent, Ebles est détrôné en 892.                                                                  |

|  |

| 12 | Aymar Ier Né à une date inconnue — Mort le 2 avril 926 | Guilhelmides | 892 — 902 | Fils d’Émenon, Aymar est le dernier des Guilhelmides à avoir été comte de Poitiers. Soutenu par Eudes, roi des Francs, il parvint à accéder en 892 au titre comtal. |

## Comtes ramnulfides
| Rang | Nom                                                                                 | Période     | Notes |
| ---- | ----------------------------------------------------------------------------------- | ----------- | --- |
| 11   | Ebles Ier dit « Manzer » (signifie bâtard) Né vers 870 — Mort entre 934 et 935      | 902 — 934   | Ebles est rétabli en 902 au titre comtal après en avoir été chassé en 892. Après lui, la dynastie des Ramnulfides devint la famille titulaire du comté de Poitiers et du duché d’Aquitaine. |
| 13   | Guillaume Ier dit « Tête d’Étoupe » Né en 910 — Mort le 3 avril 963                 | 934 — 963   | Fils du précédent, il est aussi connu comme Guillaume III. Guillaume épouse Adèle de Normandie, avec qui il a deux enfants.                                                                 |
| 14   | Guillaume II dit « Fièrebrace » Né en 937 — Mort le 3 février 994                   | 963 — 995   | Fils du précédent, celui qu’on appelle aussi Guillaume IV épousa Emma de Blois, dont postérité.                                                                                             |
| 15   | Guillaume III dit « le Grand » Né en 969 — Mort le 31 janvier 1030                  | 995 — 1030  | Fils du précédent, Guillaume épousa successivement Adalmode de Limoges, Brisque de Gascogne (1011) et Agnès de Mâcon (vers 1016).                                                           |
| 16   | Guillaume IV dit « le Gros » Né en 1004 — Mort en mars 1038                         | 1030 — 1038 | Fils du précédent et d’Adalmode de Limoges, Guillaume meurt sans descendance. |
| 17   | Eudes Ier Né en 1010 — Mort le 10 mars 1039                                         | 1038 — 1039 | Demi-frère du précédent, Eudes est le fils de Guillaume III et de Brisque de Gascogne ; il meurt sans descendance.                                                                          |
| 18   | Guillaume V dit « Aigret » Né en 1023 — Mort à l’automne 1058                       | 1039 — 1058 | Demi-frère des deux précédents, Guillaume est le fils de Guillaume III et d’Agnès de Mâcon.                                                                                                 |
| 19   | Guillaume VI Né vers 1025 — Mort le 25 septembre 1086                               | 1058 — 1086 | Frère du précédent, Guillaume est le fils de Guillaume III et d’Agnès de Mâcon. Il épouse successivement Gersende de Périgueux, Mathilde et Hildegarde de Bourgogne.                        |
| 20   | Guillaume VII dit « le Troubadour » Né le 22 octobre 1071 — Mort le 10 février 1126 | 1086 — 1126 | Fils du précédent, Guillaume épouse Ermengarde d’Anjou puis Philippe de Toulouse. |
| 21   | Guillaume VIII dit « le Toulousain » Né en 1099 — Mort le 9 avril 1137              | 1126 — 1137 | Fils du précédent, Guillaume épouse Aliénor de Châtellerault. |
| 22   | Aliénor Ire Née vers 1122 — Morte le 31 mars ou le 1er avril 1204                   | 1137 — 1204 | Fille du précédent, Aliénor épouse d’abord Louis VII le Jeune, roi de France, dont elle divorce en 1152 puis épouse le roi Henri II Plantagenêt, roi d’Angleterre.                          |

## Comtes plantagenêts
| Rang | Nom                                                                            | Période     | Notes |
| ---- | ------------------------------------------------------------------------------ | ----------- | --- |
| 23   | Richard Ier dit « Cœur de Lion » Né le 8 septembre 1157 — Mort le 6 avril 1199 | 1169 — 1196 | Fils de la précédente et de Henri II d’Angleterre, Richard devient à la fois duc d’Aquitaine, de Normandie et roi d’Angleterre à la mort de son père.                                                                           |
| 24   | Otton Ier dit « de Brunswick » Né en 1176 ou en 1177 — Mort le 19 mai 1218     | 1196 — 1198 | Neveu du précédent — qui lui donne le Poitou —, Otton rend son titre comtal en 1198 lorsqu’il est élu roi des Romains (comme Otton IV).                                                                                         |
| 23   | Richard Ier dit « Cœur de Lion » Né le 8 septembre 1157 — Mort le 6 avril 1199 | 1198 — 1199 | Oncle du précédent, Richard accède de nouveau à la distinction un an. |
| 25   | Jean Ier dit « sans Terre » Né le 27 décembre 1166 — Mort le 18 octobre 1216   | 1199 — 1204 | Frère du précédent, Jean accède aux dignités de son frère — Angleterre, Normandie, Aquitaine et Poitou — une fois ce dernier mort (1199). En 1204, le Poitou est conquis par Philippe Auguste qui le rattache au domaine royal. |

## Comtes apanagistes
| En 1204, le comté de Poitiers est rattaché au domaine royal français. Le roi de France peut ou non donner en apanage un territoire du domaine à l’un de ses fils, qui peuvent fonder une dynastie si la famille ne s’éteint pas par voie mâle et légitime. |

### Première création (1241)
| Rang | Nom                                                          | Période     | Notes |
| ---- | ------------------------------------------------------------ | ----------- | --- |
| 26   | Alphonse Ier Né à le 11 novembre 1220 — Mort le 21 août 1271 | 1241 — 1271 | Fils de Louis VIII le Lion, Alphonse est apanagé de Poitiers lors de son adoubement en 1241. Faute d’héritiers, l’apanage retombe dans le domaine royal à sa mort. |

### Deuxième création (1311)
| Rang | Nom                                                         | Période     | Notes |
| ---- | ----------------------------------------------------------- | ----------- | --- |
| 27   | Philippe Ier Né en 1292 ou en 1293 — Mort le 3 janvier 1322 | 1311 — 1316 | Fils de Philippe le Bel et de Jeanne Ire de Navarre, Philippe est apanagé par son père en 1311. Devenu roi de France et de Navarre en 1316, l’apanage retombe dans le domaine royal cette même année. |

### Troisième création (1350)
| Rang | Nom                                                           | Période     | Notes |
| ---- | ------------------------------------------------------------- | ----------- | --- |
| 28   | Louis Ier Né à le 23 juillet 1339 — Mort le 20 septembre 1384 | 1350 — 1354 | Fils de Jean II le Bon, Louis est fait comte de Poitiers en 1350 alors qu’il était déjà comte d’Anjou. Le titre ne lui restera que quatre ans, pour venir entre les mains de son frère aîné. |

### Quatrième création (1354)
| Rang | Nom                                                             | Période     | Notes |
| ---- | --------------------------------------------------------------- | ----------- | --- |
| 29   | Charles Ier Né à le 21 janvier 1338 — Mort le 26 septembre 1380 | 1354 — 1364 | Frère du précédent, Charles est fait, par son père Jean II, comte de Poitiers en 1354, alors qu’il portait déjà le titre de dauphin de France. En 1364, lorsqu’il devient roi de France, l’apanage retombe dans le domaine royal. |

### Cinquième création (1369)
| Rang | Nom                                                     | Période     | Notes |
| ---- | ------------------------------------------------------- | ----------- | --- |
| 30   | Jean II Né à le 30 novembre 1340 — Mort le 15 juin 1416 | 1369 — 1416 | Frère du précédent, Jean est fait, par ce même frère, comte de Poitiers en 1369, alors qu’il portait déjà le titre de duc de Berry. Lorsqu’il meurt, en 1416, le comté est réintégré à la Couronne, faute d’héritiers vivants. |

### Sixième création (1416)
| Rang | Nom                                                  | Période     | Notes |
| ---- | ---------------------------------------------------- | ----------- | --- |
| 31   | Jean III Né à le 31 août 1398 — Mort le 4 avril 1417 | 1416 — 1417 | Fils de Charles VI le Fol, Jean, dauphin de France en 1415, comte de Touraine en 1407, est fait, par son père, comte de Poitiers en 1416. À sa mort, un an plus tard, faute de descendants, l’apanage revient à la Couronne. |

### Septième création (1417)
| Rang | Nom                                                          | Période     | Notes |
| ---- | ------------------------------------------------------------ | ----------- | --- |
| 32   | Charles II Né à le 22 février 1403 — Mort le 22 juillet 1461 | 1417 — 1422 | Frère du précédent, fils de Charles le Fol, Charles devint Dauphin et comte de Poitiers à la mort de son frère (1417). Devenu roi de France, son apanage est incorporé au domaine. |

## Titre de courtoisie

### Bourbon-Naundorff
- 1843-1878 Emmanuel de Bourbon, titré « comte de Poitiers » à sa naissance par son père, Karl Wilhelm Naundorff prétendu Louis XVII.